# Hougeriicht
Hougeriicht är en kulle i Luxemburg. Den ligger i kommunen Weiswampach, i den norra delen av landet, 59,5 kilometer norr om staden Luxemburg. Toppen på Hougeriicht är 516 meter över havet.